# Stadio municipale Ivan Kušek-Apaš
Lo stadio municipale Ivan Kušek Apaš (in croato Gradski stadion Ivan Kušek Apaš) è il principale stadio di calcio di Koprivnica, capoluogo della regione di Koprivnica e Križevci, in Croazia.

## Storia
Lo stadio viene costruito nel 1996 con una sola tribuna situata nel lato occidentale. Nel 2006 vi è una seconda fase dei lavori con il completamento degli uffici amministrativi e di una sala VIP. In futuro è prevista la terza fase, nell'ambito della quale dovrebbe essere realizzato un edificio commerciale-residenziale adiacente alla tribuna ovest, posti a sedere nell'auditorium per giornalisti e dospiti importanti e che ricopra l'intera tribuna, che attualmente è solo parzialmente coperta. L'impianto, utilizzato anche dal NK Koprivnica, ha una capienza di 3205 posti.
Nel maggio 2007 sono stati installati i riflettori che consentono di giocare le partite in notturna.
Nell'aprile 2018 lo stadio viene intitolato a Ivan Kušek Apaš, fondatore della squadra di pallamano al locale liceo, un propagandista dello sport e l'organizzatore dei campionati di calcio delle scuole superiori nel vecchio campo sportivo dello Slaven.

## Gare di rilievo

### Club
| Data           | Competizione                   | Squadre                           | Risultato |
| -------------- | ------------------------------ | --------------------------------- | --------- |
| 26 maggio 2007 | Finale Coppa Croazia (ritorno) | Slaven Belupo vs. Dinamo Zagabria | 1–1       |

### Nazionali
| Data              | Competizione                       | Squadre                        | Risultato |
| ----------------- | ---------------------------------- | ------------------------------ | --------- |
| 10 ottobre 2000   | Qualificazioni U-21                | Croazia U-21 vs. Scozia U-21   | 3-1       |
| 7 giugno 2009     | Qualificazioni U-21                | Croazia U-21 vs. Cipro U-21    | 0-2       |
| 27 maggio 2016    | Amichevole                         | Croazia vs. Moldavia           | 1–0       |
| 6 giugno 2016     | Qualificazioni Euro femminile 2017 | Croazia femm. vs. Russia femm. | 0–3       |
| 1º settembre 2016 | Qualificazioni U-21                | Croazia U-21 vs. Svezia U-21   | 1–1       |